# De Fantastiske Fehoveder
De Fantastiske Fehoveder (originaltittel: The Fairly OddParents) er en amerikansk tegnefilmserie. Den handler om en 10-årig dreng, der hedder Timmy Turner. Han har altid en lyserød kasket og T-shirt på, fordi før han blev født troede hans forældre, at han ville blive en pige. Han er også vildt forelsket i Trixie Tang, som er den mest populære pige på skolen – men hun kan aldrig huske hans navn.
Det særlige ved Timmy, er at han har to ønskefeer, der opfylder alle hans ønsker. Serien blev første gang sendt på Nickelodeon i USA i 2001, og er skabt af Butch Hartman, som også skabte Danny Genfærd senere i 2004.

## Restriktioner
I Australien er serien sat med C8-kategorien.

I Canada hedder restriktionskatagorien G.

I USA må de rette sig efter TV-Y7.

Men i resten af verden er der ingen restriktioner på serien!

## Person- og stedgalleri

### Timmy
Timothy Tiberius "Timmy" Turner er er en dreng med en , lyserød kasket, og den 10-årige hovedpersonen i serien. Da han var mindre var han meget ulykkelig. Hans forældre arbejdede hele tiden, så han skulle passes af Vicky, den ondeste babysitter i verden. Hun tvinger ham hele tiden til at lave pligter. Dette bliver nævnt i titelsangen. For at kompensere for hans lidelser, får han tildelt to fé(hoved)er – Cosmo og Wanda.

### Mor og Far
Hr. og fru Turner Deres navne bliver aldrig nævnt. Da Timmys mor var gravid, troede hun det blev en pige, så det er derfor Timmy går rundt i en lyserød trøje og kasket. Timmys forældre er arbejdsnarkomaner. De går tidligt på arbejde og kommer sent hjem, så derfor bliver Timmy altid passet af den onde Vicky. Og så er de også ret mærkelige, men på en sjov måde.

### Mama Cosma
Mama Cosma kendes ikke af fornavn. Man kan altid kende hende på hendes grønne kjole og grønne hår. Hun er altid opsat på at få fjernet hendes søn Cosmo fra Wanda, fordi hun mener at han ikke egner sig til hende.

### Cosmo
Cosmo Cosma kan altid kendes på sit grønne hår og øjne. Cosmo plejer at have en hvid skjorte på. Cosmo er ufattelig dum, så han kommer tit i problemer, og lokker Timmy til at gøre mange unødvendige ting. Hans store frygt er super-toilettet, som man kun kan se en gang i serien. 

### Wanda
Wanda Venus Fairywinkle Cosma kan altid kendes på sit lyserøde hår og øjne. Hun har altid en gul trøje på, og sin sunde fornuft og evnen til altid at hjælpe Timmy og Cosmo ud af problemer.

### Poof
Poof Thomas Fairywinkle Cosma er barn til Cosmo og Wanda og er fé-bror til Timmy. Man kan kende ham på hans Kong-Fu stil.

### Yogopotamien
Yogopotamien er en planet. Timmy er nogle gange på Yogopotamien. Yogopotamiens indbyggere, Yogopotanere, afskyr søde og bløde ting som bamser, pude og slik . Yogopotamiens konges søn, Mark er helt vildt forelsket i Timmys babysitter, Vicky.

### Vicky
Vicky – Babysitteren er den 16-årige onde og grådige babysitter, som kun tænker på penge og hvordan hun kan tjene dem, uden at lave noget selv. Hun tvinger tit andre børn til at arbejde for sig. Hun har en beundrer i alienen Mark.
Danske stemmer:
Timmy Turner - Michael Slebsager
Timmy's far - Torbjørn Hummel
Timmy's mor - Kit Eichler
Cosmo - Donald Andersen
Wanda - Jeanne Boel
Mark Chang, Crocker Timm Mehrens
Vicky Sara Poulsen